# پوشش‌دهی آنتروپی بالای آلیاژهای منیزیم
آلیاژه‌های منیزیم به دو دسته آلیاژهای ریخته‌گری وآلیاژهای کار شده تقسیم می‌شوند، منیزیم به عنوان سبک‌ترین فلز دارای استحکام ویژه عالی وقابلیت جذب ارتعاشی بالا وقابلیت بازیافت و شکل‌پذیری خوبی است؛ بنابراین استفاده از آلیاژهای منیزیم باعث صرفه جویی بسیار زیادر در وزن وبه طبع آن باعث صرفه جویی در انرژی در مقایسه با فلزات چگال تر نظیرآهن ومس می‌گردد. در جدول ۱ برخی ویژگی هی منیزیم آورده شده‌است:
در کنار خواص خوب فلز منیزیم که عبارت اند از چگالی کم ودمپینگ بالا دارای ضعف‌هایی مانند مقاوم نبودن در برابر خوردگی به دلیل فعال بودن این فلز و تمایل بالا به واکنش پذیری است و به دلیل سختی کم منیزیم مقاومت به سایش‌درآلیاژهای منیزیم کم است، مقاوم نبودن در برابرخوردگی درنرخ سایش بالا فلزمنیزیم مشکل اصلی در برابرکاربردهای گسترده‌تر آن است بنابراین عملیات‌های سطحی بسیاری مانندپوشش دادن تبدیل شیمیایی، آندایزینگ، آبکاری، پوشش دادن با فرآیندهای مختلف از جمله ذوب سطحی بالیزر درمورد منیزیم وآلیاژهای آن برای بهبود مقاومت به خوردگی وکاهش نرخ سایش درمنیزیم است. یک راه عملی برای تقویت مقاومت به خوردگی منیزیم پوشش دادن آن باآلومنیم می‌باشد.
یکی ازکاربردهای عمده منیزیم به عنوان زمینه در کامپوزیت‌های زمینه فلزی است، این فلز قابلیت خوبی برای اتصال باذرات سرامیکی MgOدارد.کامپوزیت‌های Mg استحکام وصلبیت خوبی دردمای محیط ودماهای بالا از خود نشان می‌دهند. به‌طور کلی آلیاژهای منیزیم به دو گروه آلیاژهای کار شده وریخته گری شده تقسیم می‌شوند.
از انواع روش‌های مهندسی سطح برای آلیاژهای منیزیم که باعث بهبود خواص سطحی می‌شودعبارتند از:
۱-آبکاری الکتروشیمیایی
۱–۱آبکاری الکترولس
۱–۲آبکاری الکتریکی
1. پوشش کاری تبدیلی
2. پوشش کاری هیدریدی
3. اندایزینگ
4. فرایند کرونایت
5. فرایند رسوب گذاری از فاز گازی
6. آلیاژ سازی سطحی لیزری/آب فلز کاری
7. پوشش‌های آلی/پلیمری
8. جایگزین اسپری سرد

از جدیدترین پوشش‌ها موفق برای بهبود خواص سطحی آلیاژهای منیزیم عبارتند از:

### ۱- ایجاد پوشش سه لایه DLC/AlN/Alبا روش پوشش دهیPVD.
ایجاد این پوشش در سطح منیزیم باعث افزایش مقاومت به سایش به دلیل بالا رفتن سختی وکاهش اصطکاک در سطح منیزیم شده‌است. کاهش ضریب اصطکاک بنا به ایجاد پوشش بر روی انواع آلیاژهای منیزیم در شکل ۱–۱ نشان داده شده‌است که باعث کاهش قابل ملاحظه‌ای در ضریب اصطکاک در آلیاژهای منیزیم شده‌است و به طبع کاهش ضریب اصطکاک، مقاومت سایشی بهبود یافته و نرخ سایش بشدت کاهش می‌یابد و باعث کاربردی شدن آلیاژهای منیزیم در شرایط کاری مختلف در صنایع می‌شود.

### ۲-پوشش Al_Si بر روی آلیاژهای منیزیم با پوشش دهی با لیزر
ایجاد پوشش Al-Si به روش لیزر یک روش مناسب و جدید برای بدست آوردن روکش‌های بدون عیب است. ایجاد این پوشش باعث افزایش مقاومت به خوردگی و افزایش سختی سطحی، کاهش نرخ سایش و به طبع آن بهبود خواص سطی در منیزیم می‌شود. در شکل ۲ کاهش ضریب اصطکاک با اعمال این پوشش به‌طور قابل ملاحضهٔ کاهش یافته‌است وحتی در بعضی از آلیاژهای منیزیم مشاهده می‌کنیم که ضریب اصطکاک ۲۵٪ ضریب اصطکاک آلیاژ ¬های پایه منیزیم است.
تست خوردگی با روش اسپری نمک بر روی منیزیم پوشش داده شده با Al-Si مقاومت به خوردگی بهتری نسبت به آلیاژهای پایهٔ منیزیم دارد. اما یک مشکل اساسی که در پوشش‌های آلومینیم دار برای منیزیم وجود دارد این هست که بین منیزیم و آلومنیم یک پیل گالوانیک ایجاد می‌شود که به مرور زمان باعث خوردگی گالوانیک می‌شود

### ۳_ایجاد پوشش DLC بر روی منیزیم.
ایجاد پوشش DLC (Diamond-like carbon) روی منیزیم با روش CVD انجام می‌شود. ایجاداین پوشش به منظور کاهش ضریب اصطکاک و به طبع آن کاهش نرخ فرسایش و افزایش مقاومت به خوردگی می‌شود. ایجاد این پوشش بر روی منیزیم باعث کاهش ضریب اصطکاک شده و در شرایط سرویس از سرعت استهلاک می‌کاهد. آزمایش‌های خوردگی که بر روی منیزیم با پوشش DLC انجام شد نشانگر بهبود خواص خوردگی در منیزیم با این پوشش است.

### ۴_ایجاد پوشش سرامیکی Al2O3 به روش پوشش دهی با لیزر
منیزیم به دلیل فعالیت شیمیایی بالای که دارد باعث شده‌است که آلیاژهای آن در برابر محیط‌های خورنده دچار انواع خوردگی شوند، ایجاد یک پوشش سرامیکی مقاوم در برابر خوردگی باعث بالا رفتن مقاومت به خوردگی و افزایش سخطی سطحی و به طبع آن کاهش نرخ سایش می‌شود. این پوشش را به کمک انواع فرآیندهای پوشش دهی می‌توان بر روی سطح منیزیم پوشش داد. آلومینیم را به صورت پودری یا به صورت فیلر مصرفی به شکل راد می‌توان بر روی سطح نشاند، بنا به اینکه آلومینیم تمایل بالایی برای جذب اکسیژن و تشکیل Al2O3 دارد با وجود مقداری گاز CO2 در گاز محافظ Al2O3 تشکیل خواهد شد. در روشی که پودر آلومنیوم استفاده می‌شود پودر را با چسب‌های آلی مخلوط کرده و بر روی سطح منیزیم پوشش داده وبعد از خشک شدن چسب به روش فرآیندهایی مثل لیزر و جوش تیگ می‌توان پوشش را بروی سطح آلیاژهای منیزیم نشاند.

### ۵_ایجاد پوشش AlN بر روی آلیاژهای منیزیم
ایجاد پوشش AlN بر روی آلیاژهای منیزیم باعث بالا رفتن سختی سطحی و کاهش نرخ سایش به دلیل ایجاد پوشش با سختی بالا بروی سطح آلیاژ است. وجود پوشش AlN بر روی سطح آلیاژهای منیزیم باعث بالا رفتن مقاومت به خوردگی شده و از محدودیت‌های که آلیاژ منیزیم برای کار در شرایط محیطی مختلف دارد را می‌کاهد

## ایجاد پوشش‌هایی با آنتروپی بالا بر روی آلیاژهای منیزیم
آلیاژهای آنتروپی بالا آلیازهایی هستند که حداقل از ۵ عنصر و حداکثر از ۱۳ عنصر اصلی تشکیل شده باشند و عناصر شرکت کننده در آلیاژ در حالت ایده‌آل به صورت کاملاً یکنواخت در شبکه آلیاژی بنا به شکل ۳–۲ پخش می‌شوند.
آنتروپی تشکیل این آلیاژها از R 5/1(Rثابت جهانی گازها) بیشتر است. به دلیل بالا بودن آنتروپی تشکیل این آلیاژها به این آلیاژها آلیاژهای آنتروپی بالا می‌گویند. در جدول۲ آنتروپی تشکیل چند آلیاژ متداول آورده شده‌است که آنتروپی تشکیل همه آلیاژها در جدول کمتر از R 5/1 است.
این آلیاژها به دلیل اینکه از عناصر مختلف تشکیل شده‌اند و شعاع اتمی عناصر هم باهم متفاوت است دارای اعوجاج شبکه بسیار بالایی هستند و این اعوجاج در شبکه در آلیاژهای آنتروپی بالا باعث شده که سختی در این آلیاژها بسیار بالا باشد، این سختی بالا در این آلیاژها باعث شده که آلیاژهای آنتروپی بالا پوشش‌های مناسبی برای سطوحی که در معرض سایش هستند باشند. آلیاژهای منیزیم به دلیل برخوردار نبودن از سطحی با سختی بالا برای استفاده از این آلیاژها در محیط‌های در معرض سایش نیاز هست که از پوشش مقاوم به سایش استفاده شود.
آلیاژ آنتروپی بالا با عناصر AlMgMnCuZn با درصدهای اتمی یکسان یک گزینه مناسب برای بالابردن سختی سطحی با اعمال این پوشش است. این آلیاژ دمای ذوب حدود ۸۰۰ درجه سانتی گراد دارد و مقاومت به خوردگی این آلیاژ نسبت به آلیاژهای منیزیم خیلی بالا است. این گونه خواص درآلیاژ پیشنهاد شده برای پوشش باعث می‌شود که سختی سطحی ومقاومت به سایش در منیزیم بالا رود بدون اینکه خوردگی گالوانیک ایجاد شود.
علت اینکه اعمال این پوشش بر روی آلیاژهای منیزیم باعث بهبود خواص خوردگی در آلیاژهای منیزیم می‌شود این هست که عناصری مثل مس و منگنز و روی در ساختار پوشش قرار دارند و مقاومت به خوردگی خوبی نسبت به منیزیم دارند و ایجاد این پوشش بر روی آلیاژهای منییزیم باعث افزایش مقاومت به خوردگی می‌شود؛ و نحوه ایجاد این پوشش با آلیاژ سازی مکانیکی پودرهای آلیاژ آنتروپی بالا تهیه می‌شوند وبا چسباندن پوشش با چسب بر روی سطح آلیاژ مورد نظر با فرایندهای قوسی ویا لیزر این پوشش اعمال می‌شود.